# Protium melinonis
Protium melinonis är en tvåhjärtbladig växtart som beskrevs av Adolf Engler. Protium melinonis ingår i släktet Protium och familjen Burseraceae. Inga underarter finns listade i Catalogue of Life.